# شركة المشاعر المقدسة
شركة المشاعر المقدسة للتنمية والتطوير، هي شركة مساهمة مغلقة سعودية مملوكة بالكامل للهيئة الملكية لمدينة مكة المكرمة والمشاعر المقدسة ومقرها الرئيسي في مكة المكرمة.